# Hrastovlje
Hrastovlje je vesnice ve slovinském Krasu.

## Kostel sv. Trojice
Nad vesnicí stojí obklopen vinicemi již z dálky viditelný trojlodní kostelík, zasvěcený svaté Trojici, obehnaný obrannou zdí, téměř 8 metrů vysokou, a nárožními věžemi. Jedná se o románskou stavbu z 12. až 14. století, se sakristií dobudovanou v 19. století. Opevnění kolem kostela bylo postaveno počátkem 16. století na obranu proti nájezdům Turků.
V kostele se nacházejí fresky, které pokrývají všechny stěny a klenby interiéru. Jejich autorem je istrijský malíř Jan z Kastavu (latinsky Johannes de Castuo). Výzdoba kostela, názorně zpodobňující události z Bible, má charakter tzv. „Bible chudých“ (Biblia pauperum), tj. série názorných výjevů určené prostým lidem, kteří neuměli číst. Oltářní apsidu zdobí obrazy dvanácti apoštolů. Hlavní loď je vyzdobena výjevy z Genesis. Boční lodě obsahují fresky z evangelií (pašije), nanebevzetí panny Marie, středověký kalendář a různé charakteristické obrazy ze života středověkého člověka.
Nejznámější freskou kostela je místní verze „tance smrti“ (slovinsky Hrastoveljski mrtvaški ples), dokončená malířem Janem roku 1490. Na sedm metrů dlouhém pásu, situovaném na jižní stěně hlavní kostelní lodi, vede 11 smrtek v průvodu stejně početnou skupinu lidí (papeže, krále, královnu, kardinála, biskupa, mnicha, kanovníka, kupce, šlechtice, žebravého mrzáka, a dítě v kolébce) směrem k vykopanému hrobu, u nějž na trůně čeká smrtka dvanáctá; některé z postav se přitom marně snaží Smrt uplatit penězi. Malba je provedena především v okrové, zelenožluté a červenohnědé barvě. Představuje pěknou ukázku tohoto ve středověku tak oblíbeného výjevu.
Že se tyto fresky dochovaly, bylo způsobeno díky jejich překrytí omítkou na několik staletí; byly objeveny až roku 1949 slovinským sochařem Jože Pohlenem a následně zrestaurovány.

## Galerie

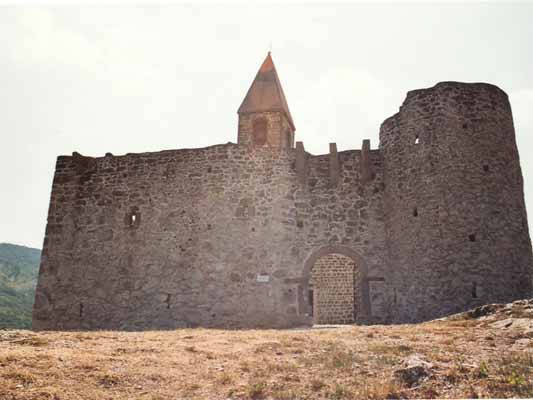
hradby Hrastovlje
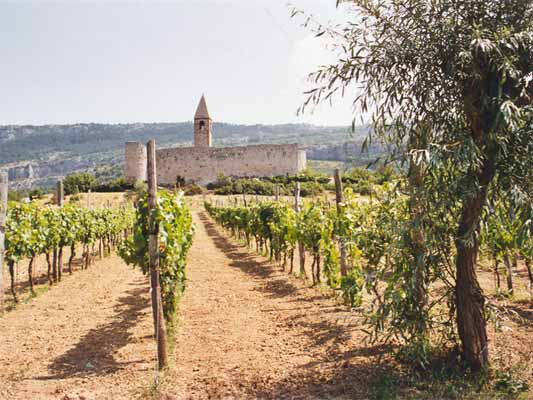
Opevnění a vinice
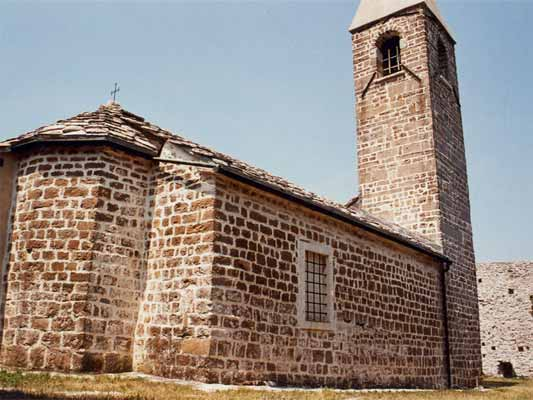
Kostel
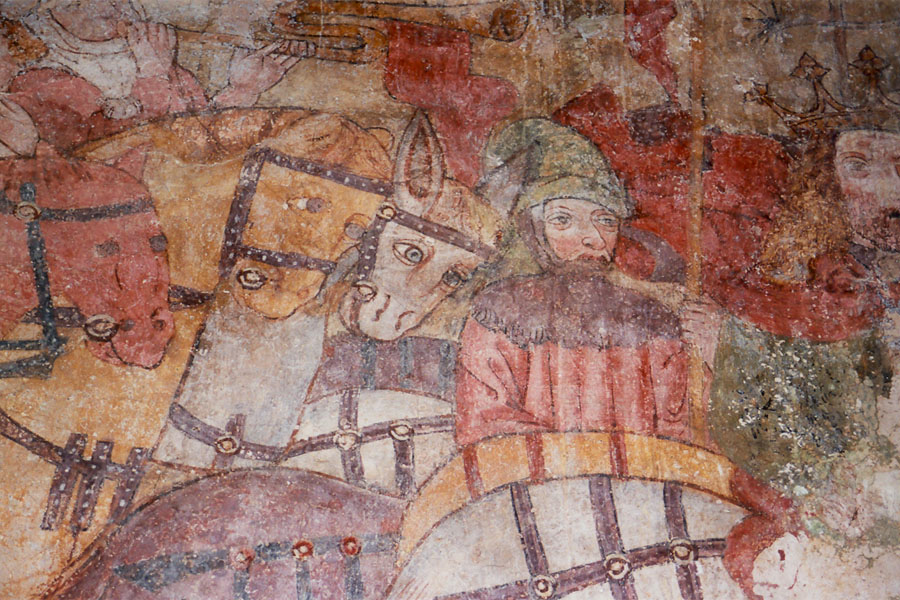
detail fresky ze života středověké společnosti
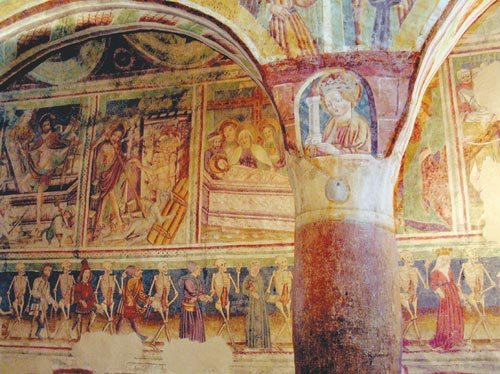
detail s pašijovými výjevy a Danse macabre
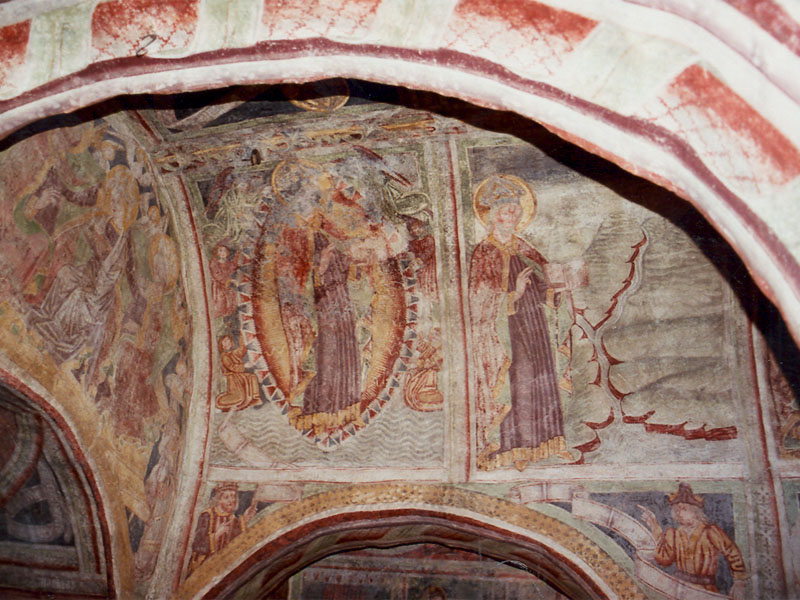
freska se SZ výjevem z bible v jižní lodi
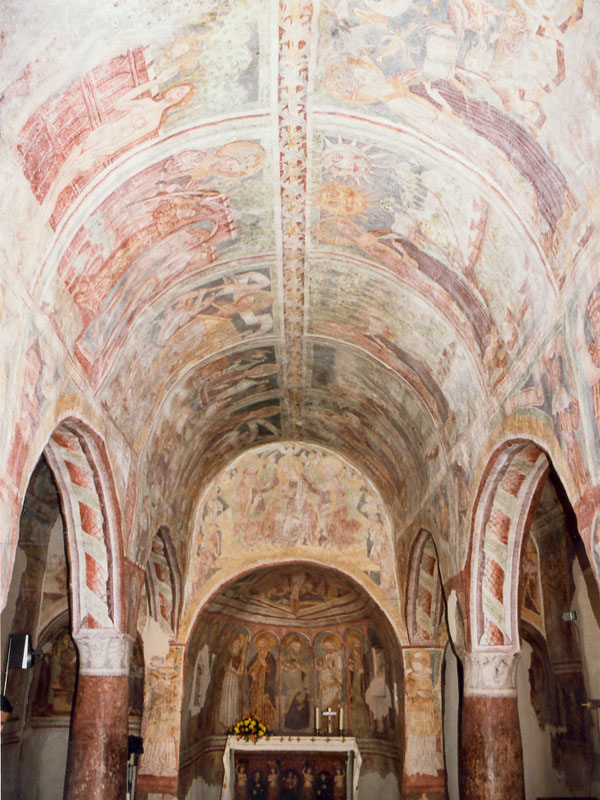
hlavní loď kostela s výjevy z Geneze
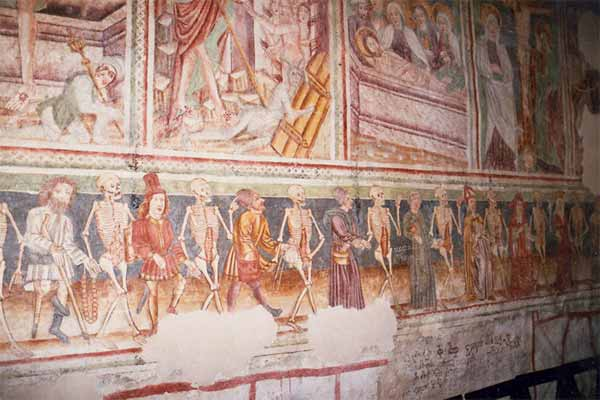
detail fresky Danse macabre. Hrastovlje
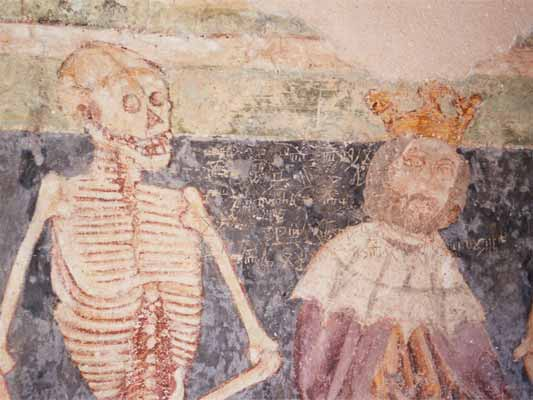
detail fresky Danse macabre. Hrastovlje
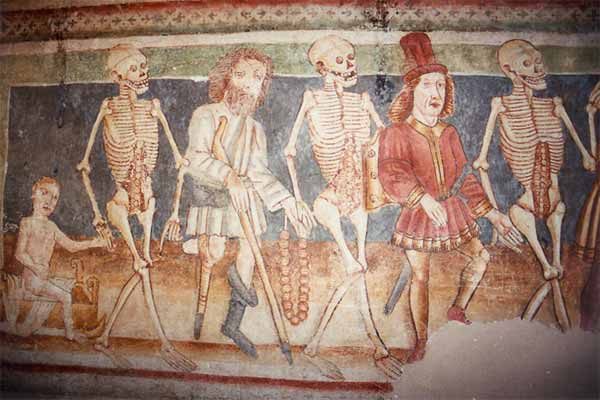
detail fresky Danse macabre. Hrastovlje